# Martin Stocker
Martin Stocker (* 16. Dezember 1979 in Schladming) ist ein ehemaliger österreichischer Skirennläufer. Er startete in allen Disziplinen. Im Jahr 1997 wurde er Juniorenweltmeister im Super-G.

## Karriere
Stocker bestritt im Dezember 1994 seine ersten FIS-Rennen, im März 1996 kam er dabei erstmals unter die besten zehn und im Jänner 1997 erstmals unter die besten drei. Seine größten Erfolge feierte er als 17-Jähriger bei den Juniorenweltmeisterschaften 1997 in seinem Heimatort Schladming. Im Super-G gewann er die Goldmedaille und im Slalom hinter dem Slowenen Mitja Dragšič die Silbermedaille. Als Juniorenweltmeister konnte er auch beim Weltcup-Finale in Vail im Super-G starten, wo er den 25. – und letzten – Platz belegte. Dies blieb sein einziges Weltcuprennen.
Ab der Saison 1997/98 startete Stocker neben FIS-Rennen auch im Europacup. Der 20. Platz in seinem ersten Rennen, dem Slalom von Obereggen am 13. Dezember 1997, blieb für einige Jahre sein bestes Europacupresultat. Oftmals konnte er seine Rennen nicht beenden. Im Februar 1998 wurde der Steirer Österreichischer Juniorenmeister im Riesenslalom. Bei den kurz darauf stattfindenden Juniorenweltmeisterschaften 1998 blieb er ohne Medaille. Seine beste Platzierung war Rang vier im Super-G. Die Saison 1998/99 musste Stocker nach einem Sturz im Europacup-Riesenslalom von Kranjska Gora am 7. Jänner vorzeitig beenden. Auch die nächste Saison war für Stocker nach einem Ausfall im FIS-Riesenslalom von Kirchberg schon am 20. Jänner zu Ende.
In der Saison 2000/01 war Stockers bestes Europacup-Resultat Rang 16 in der ersten Abfahrt von Les Orres. Im nächsten Winter kam er jedoch nur zweimal auf Rang 30, dafür konnte er einen FIS-Slalom gewinnen. In der Saison 2002/03 fuhr Stocker seine letzten Europacuprennen. Bei insgesamt sechs Starts kam er nur einmal ins Ziel. Der 14. Platz im zweiten Slalom von Levi am 30. November 2002 war aber sein bestes EC-Ergebnis überhaupt.
Im Jahr 2003 begann Stocker ein Studium am Sierra Nevada College in Incline Village im US-Bundesstaat Nevada. Ab dem Winter 2004 nahm er daher nur noch an FIS- und Universitäts-Rennen in den USA teil. Seine letzten Starts auf europäischem Boden hatte er bei der Universiade 2005 in Innsbruck, wo sein bestes Ergebnis Platz 21 im Riesenslalom war. In den anderen Disziplinen fiel er aus. Im Mai 2007 schloss Stocker sein Studium mit dem Bachelor’s Degree ab. Seine letzten FIS-Rennen fuhr er im Februar 2008.

## Erfolge

### Juniorenweltmeisterschaften
- Schladming 1997: 1. Super-G, 2. Slalom
- Megève 1998: 4. Super-G, 7. Riesenslalom, 23. Abfahrt

### Weitere Erfolge
- Österreichischer Juniorenmeister im Riesenslalom 1998
- Zwei Siege in FIS-Rennen